# Dikaiosyne

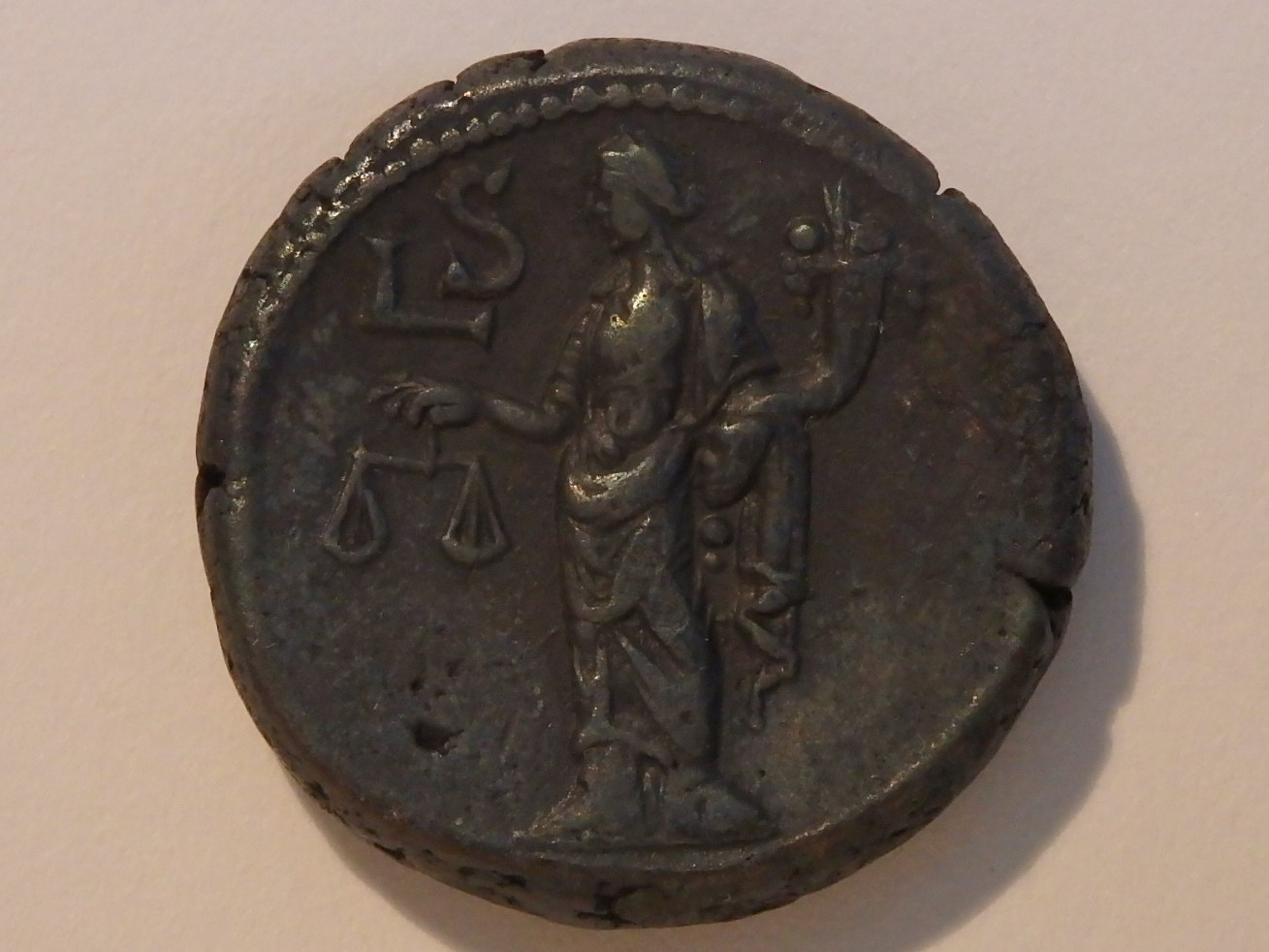
Dikaiosyne auf alexandrinischer Tetradrachme, 226/227 n. Chr., Jahr 6 des Alexander Severus

Dikaiosyne (Δικαιοσύνη Dikaiosýnē, deutsch ‚Gerechtigkeit, Gesetzmäßigkeit‘) galt in der griechischen Mythologie als die Personifikation der „Gerechtigkeit“ oder „Rechtschaffenheit“, jedoch nicht von Privatpersonen, sondern des Staates bzw. seiner Regierung.
Sie wurde auch häufig mit Dike gleichgesetzt. Dieser Deutung entspricht ihre Darstellung in den Orphischen Hymnen, die Dikaiosyne als Ausdruck staatlicher Rechtschaffenheit, darstellen. Zu dieser Zeit handelte es sich dabei allerdings noch nicht um Territorialstaaten, sondern noch um Stadt-Staaten. In der römischen Mythologie entspricht ihr die Iustitia.

## Dikaiosyne als Rechtsbegriff
In den Orphischen Hymnen ist Dikaiosyne nach Nemesis (= Zuteilungen) und Dike (=Rechtsprechung), aber vor Nomos (= Gesetz) der historisch als dritter entwickelte Rechtsbegriff. In der 64. Hymne des Orpheus Der Dikaiosyne heißt es von ihr:
Oh Du, den Menschen Gerechteste!

Segensreiche, Ersehnte!

Die Du Dich aus der Gleichheit

an gerechten Menschen erfreust.

Allverehrte, glücklichen Schicksals!

Hochgepriesene Dikaiosyne!

Die mit reiner Gesinnung

allzeit das Notwendige lenkt

und unantastbar das [für] Recht erkannte.

Wer der Waagschale Gewicht

unersättlich hernieder zieht

– die Wetterwendischen –, schmetterst Du

mit wuchtigen Geißeln hinab.

Unparteiische, Freundin aller!

Festliebende, liebliche Freundin des Friedens,

die ein sicheres Leben preist,

denn Du verabscheust allzeit das Mehr

und bist der Gleichheit hold,

und die Weisheit der Tugend

erreicht in Dir das gegebene Ziel.

Höre, Göttin, die Du gerecht

zerschmetterst menschliche Schlechtigkeit,

dass das harmonische Leben

dem sterblichen Menschen

– der sich von den Früchten des Ackers ernährt,

und [von] allen lebenden Wesen,

die die Erde, die göttliche Mutter,

an ihrem Busen ernährt

und der meerbewohnende Zeus der Salzflut –

stets im Gleichmaß dahin wandle.
Unter den „Wetterwendischen“ sind hier dem Zusammenhang nach offensichtlich dieselben gemeint, die in der Hymne Der Dike als die, „die das Mehr wollen“ bezeichnet werden. Da das staatliche Recht hier noch auf Stadt-Staaten bezogen ist und im Wesentlichen das Marktrecht regelt (siehe die Aufzählung der Nahrungsmittel des Menschen: „Früchte des Ackers“, „lebende Wesen“ der „Erde“ und der „Salzflut“, die auf dem Markt feilgeboten wurden), sind also diejenigen gemeint, die den Staat nur zur Deckung ihres Betrugs mit falschem Maß und Gewicht ausnutzen wollen und zu diesem Zweck die Gewichte und Maße ändern, wie es jeweils (je nachdem, ob sie kaufen oder Verkaufen) zu ihrem Vorteil ist. Als Strafe wird für sie offenbar Geißelung und Verlust ihrer Stellung (ihres Marktplatzes?) bzw. ihres Ansehens („Anprangern“) angegeben. Die Bezeichnung der Dikaiosyne als „Festliebende“ bedeutet, dass auch die Regelung der religiösen Festtage zum Staatsrecht gehörte.

## Entstehung und Bedeutung des staatlichen Rechts bei den Griechen
Die Bedeutung des staatlichen Rechts und seine Entstehung zu einer relativ frühen Zeit geht auch aus Platons Dialog Protagoras hervor:

„So ausgerüstet wohnten die Menschen anfänglich zerstreut, denn Städte gab es [noch] nicht. Daher wurden sie von den wilden Tieren ausgerottet, weil sie in jeder Hinsicht schwächer als diese waren, und die verarbeitende Kunst war ihnen zwar [eine] hinreichende Hilfe zur Ernährung, aber zum Krieg gegen die Tiere unwirksam; denn die staatsbürgerliche Kunst, – von welcher die kriegerische ein Teil ist –, hatten sie noch nicht. Sie versuchten also, sich zu sammeln und sich durch [die] Erbauung der Städte zu retten. Wenn sie sich aber gesammelt hatten, so beleidigten sie einander, weil sie eben die staatsbürgerliche Kunst noch nicht hatten, so daß sie auch bald wieder, – sich wiederum zerstreuend –, aufgerieben wurden. Also schickte Zeus, – für unser Geschlecht besorgt, daß es nicht etwa untergehen möchte –, den Hermes ab, um den Menschen Scham [= Aidos] und Recht [= Dike] zu bringen, damit diese Vermittler Bande der Zuneigung und Ordnungen der Städte würden. Hermes fragte nun den Zeus, auf welche Weise er denn den Menschen die Scham- und das Recht geben solle:

Soll ich auch diese so verteilen, wie die anderen Künste verteilt sind? Jene sind nämlich so verteilt: Einer, der die Heilkunst innehat, ist genug für viele Unkundige, und so [ist es auch bei] den anderen Künstlern. Soll ich nun auch Scham und Recht ebenso unter den Menschen aufteilen oder soll ich sie unter alle verteilen?

Unter alle, – sagte Zeus – , und alle sollen daran Teil haben, denn wenn auch hieran, – wie an anderen Künsten –, nur wenige Anteil hätten, könnten keine Staaten bestehen. Und gib ihnen von meiner Seite auch ein Gesetz, daß man den, der unfähig ist, sich Scham und Recht anzueignen, wie einen bösen Schaden des Staates töte.“

Zum letzten Satz in dem obigen Zitat vergleiche auch Aristoteles im ersten Buch seiner Politika:

„Derjenige, der auf Grund seiner Natur und nicht nur aus Zufall außerhalb [der Gemeinschaft] des Staates lebt, ist entweder schlecht (so etwa der von Homer beschimpfte ‚ohne Geschlecht, ohne Gesetz und ohne Herd‘, denn dieser ist von Natur ein solcher [schlechter Mensch] und gleichzeitig gierig nach Krieg, da er, – wie man im Brettspiel sagt –, unverbunden dasteht) oder höher als der Mensch.“

Wenig später erklärt er genauer:

„Wer aber nicht in Gemeinschaft leben kann oder ihrer in seiner Autarkie nicht bedarf, der ist kein Teil des Staates, sondern ein wildes Tier oder Gott.“

## Die Entsprechung bei Rousseau
Die Notwendigkeit- und der Sinn der nach Protagoras von Zeus geforderten Behandlung von Außenseitern, die sich weigern, sich der staatlichen Gemeinschaft einzuordnen, wird am deutlichsten von Rousseau im ersten Buch seines Gesellschaftsvertrages behandelt:

„In der Tat kann jeder Mensch als Individuum einen Sonderwillen haben, der dem Gemeinwillen, – den er als Staatsbürger hat –, zuwiderläuft oder sich von diesem unterscheidet:
- Sein Sonderinteresse kann ihm [etwas] ganz anderes als das Gemeininteresse sagen,
- sein selbständiges und natürlicherweise unabhängiges Dasein kann ihn das, was er der gemeinsamen Sache schuldig ist, als eine unnütze Abgabe betrachten lassen, deren Einbuße den anderen weniger schadet, als ihn ihre Erbringung belastet,
- und er könnte gar seine Rechte als Staatsbürger in Anspruch nehmen, ohne die Pflichten eines Untertanen erfüllen zu wollen, da er die moralische Person, die der Staat darstellt, als [reines] Gedankending betrachtet, weil sie kein Mensch ist,

eine Ungerechtigkeit, deren Umsichgreifen den Untergang der politischen Körperschaft verursachen würde.“

Das Volk ist als Gesamtheit der Einzelnen der Souverän und sein Wille wird im Gesellschaftsvertrag zum Gesetz, das für jeden einzelnen gilt, aber jederzeit von der Gesamtheit widerrufen und geändert werden kann. Durch diesen Akt des Volkes wird die Ordnung der Gesellschaft [die Verfassung] geschaffen, die sie zum Staat bzw. Gemeinwesen macht, und der der Einzelne als Untertan unterliegt. Das Volk in seiner Gesamtheit übt die Macht aus, was sich in der Gesetzgebung (Legislative) ausdrückt, wobei der einzelne als Staatsbürger tätig wird. Die Regierung ist nach Rousseau lediglich ausführendes Organ des Volkswillens, also oberstes Organ der Verwaltung. Die Funktion des Untertanen gilt für den Einzelnen also nur in Bezug auf die durch den gemeinschaftlichen Willen des Volkes bis auf Widerruf festgelegte gesellschaftliche Ordnung des Staates oder Gemeinwesens [die Verfassung], unmöglich aber gegenüber der Regierung. Nur wenn es einen solchen Gesellschaftsvertrag auf der Grundlage der freien Entscheidung jedes Einzelnen gegeben hat, kann man von „Zivilisation“ und einem „Rechtsstaat“ reden und nur wenn dieser Zustand besteht, kann der Staat oder das Gemeinwesen vom Einzelnen Gehorsam fordern, ansonsten ist jeder sein eigener Herr und entscheidet wie im Naturrecht selbst als Souverän.
Rousseau fährt dann an der zitierten Stelle fort:

„Damit der Gesellschaftsvertrag nun aber keine Leerformel sei, schließt er stillschweigend jene Übereinkunft [mit] ein, die allein die anderen [Übereinkünfte] ermächtigt, daß, wer [auch] immer sich weigert, dem Gemeinwillen zu folgen, von der gesamten Körperschaft dazu gezwungen wird, …“

Und im zweiten Buch führt er näher aus:

„Im übrigen wird jeder Missetäter, der das gesellschaftliche Recht angreift, durch seinen Frevel zum Rebellen und zum Verräter an [seinem] Vaterland; dadurch, daß er dessen Gesetze verletzt, hört er auf, sein Glied zu sein, ja, er liegt sogar im Krieg mit ihm. Jetzt ist die Erhaltung des Staates mit seiner Erhaltung unvereinbar, einer von beiden muß unterliegen, und wenn man den Schuldigen zu Tode bringt, dann weniger als Staatsbürger als als Feind.“

## Die Einschränkung bei Aristoteles
Der Missbrauch dieser Festlegung ist wohl so alt wie sie selbst und machte selbst vor so großartigen Menschen wie Sokrates nicht halt. Doch in den obigen Zitaten von Aristoteles wird, – was die Beurteilung von Außenseitern im Staate angeht –, eine Einschränkung gemacht, die auch bereits in dem Zitat aus Platons Protagoras ungenannt enthalten war (aber von Rousseau nicht gemacht wird) und die im dritten Buch der Politeia von Aristoteles näher erläutert wird:

„Wenn sich nun ein Einzelner oder Mehrere, – die aber für sich doch keinen ganzen Staat ausmachen können –, so sehr in der Tugend auszeichnen, daß sich die Tugend- und auch die politische Fähigkeit aller anderen zusammen nicht mit derjenigen des Einen, – wenn es Einer ist –, oder jener Mehreren, – wenn es mehrere sind -, vergleichen läßt, darf man diese nicht mehr als einen Teil des Staates auffassen, denn es geschähe ihnen Unrecht, wenn sie anderen gleichgestellt würden, obwohl sie an Tugend und an politischer Fähigkeit dermaßen hervorragen. Ein solcher [oder solche] wird [oder werden] unter den Menschen wohl wie ein Gott [oder Götter] wirken müssen.“